# Les Pennac(s)
Production
Diffusion
Les Pennac(s) est une série télévisée française créée et écrite par Pierre Monjanel et réalisée par Nicolas Picard-Dreyfuss et Emmanuelle Caquille.
L'épisode pilote Les Pennac(s) : Un air de famille est diffusé le 18 janvier 2022 sur France 3 et la série qui s'ensuit est diffusée en Suisse depuis le 26 janvier 2024 sur RTS 1 et en France depuis le 13 février 2024 sur France 3.
Cette fiction est une coproduction de france.tv studio, Salsa Productions et Epeios.

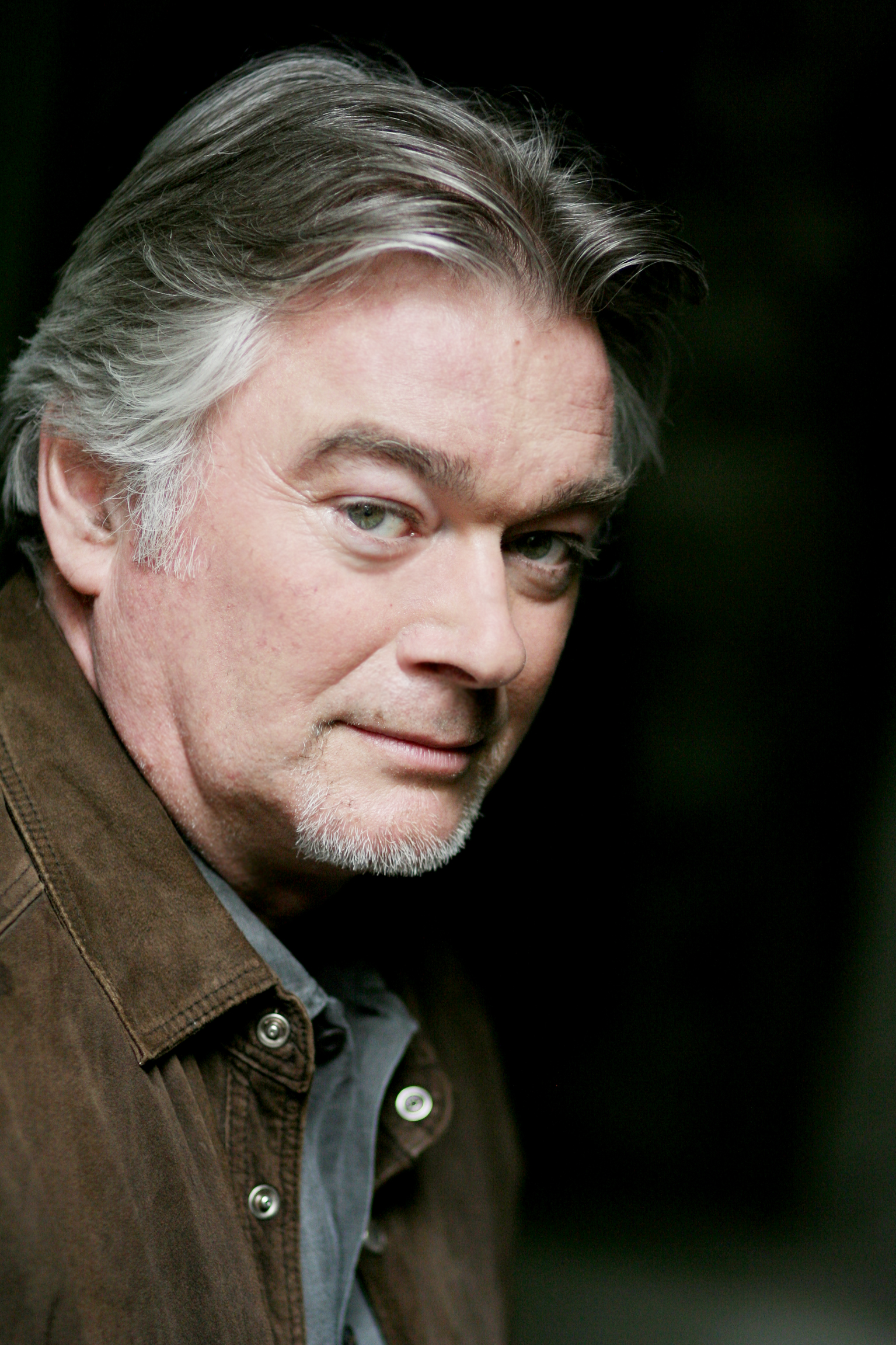
Christian Rauth.

## Synopsis
La capitaine Annabelle Pennac est amenée à faire équipe durant ses enquêtes avec son père, le capitaine retraité et réserviste Hannibal Pennac, mais un contentieux les oppose car Hannibal a toujours été un père très absent. Durant leur nouvelle collaboration, ce dernier fait cependant de gros efforts pour se rattraper et devenir un bon père ainsi qu'un bon grand-père pour Léa et Louis, les enfants d'Annabelle.

## Distribution

### Police
- Julie-Anne Roth : capitaine Annabelle Pennac
- Christian Rauth : capitaine retraité et réserviste Hannibal Pennac, père d'Anabelle
- Isabel Otero : commissaire Maud Faivre
- Fejria Deliba : commissaire Sonia Ayed
- Marie-Sohna Condé : brigadier chef Nadine Smercesky
- Matthieu Penchinat : Dr David Beger, médecin légiste

### Famille Pennac-Poggio
- Alexia Chicot : Léa Poggio-Pennac, fille d'Annabelle et Marco
- Valentin Pinette : Louis Poggio-Pennac, fils d'Annabelle et Marco
- Emanuele Giorgi : Marco Poggio, ex-mari d'Annabelle Pennac

## Production

### Genèse et développement
Après le succès du pilote de 90 minutes qui avait rassemblé plus de 4,6 millions de téléspectateurs le 18 janvier 2022 sur France 3 sous le titre Les Pennac : Un air de famille, France 3 décide de lancer une série de 6 épisodes,,,.
Le scénario de la série est écrit par Pierre Monjanel, avec Virginie Parietti pour le 2e épisode et Marie-Alice Gadea pour le 3e,.
Malgré le cliffhanger de la fin du dernier épisode, France Télévisions annonce à la fin du mois de février 2024 à Télé-Loisirs l'arrêt de la série après une seule saison.

### Attribution des rôles
Les rôles d'Hannibal Pennac et de sa fille Annabelle sont interprétés par Christian Rauth et Julie-Anne Roth qui sont véritablement père et fille dans la vie.

### Tournage
Le tournage des trois premiers épisodes de la série a lieu du 2 novembre au 21 décembre 2022 région Occitanie, dans la région de Montpellier, ainsi que dans la région de Sète,,,,,.
Des scènes ont été tournées au Pont du diable, un lieu emblématique du département de l'Hérault, ainsi que dans les studios des « Tontons truqueurs » à Vendargues, des studios de 16 000 m2 qui comprennent 600 m2 de studios virtuels permettant de créer des décors 3D en temps réel.

### Fiche technique
- Titre français : Les Pennac(s)
- Genre : Policier
- Production : Caroline Lassa, Toma de Matteis[6]
- Sociétés de production : france.tv studio, Salsa Productions et Epeios[1]
- Réalisation : Chris Nahon (épisode pilote), Nicolas Picard-Dreyfuss (épisodes 1, 2 et 3)[6],[2] et Emmanuelle Caquille (épisodes 4, 5 et 6)[11]
- Scénario : Pierre Monjanel, Virginie Parietti, Marie-Alice Gadea[6],[2]
- Musique : Joseph Guigui et David Dahan
- Décors : Edwige Geminel
- Costumes : Laetitia carré et Sophie Puig
- Photographie : Bruno Rosanvallon
- Son : Régis Boussin
- Montage : Bertrand Nail et Clément Cescau
- Maquillage : Karine Fra et Marine De Roulet
- Pays de production :  France
- Langue originale : français
- Format : couleur
- Nombre de saisons : 1
- Nombre d'épisodes[6] : 6
- Durée : 52 minutes[6]
- Dates de première diffusion : 
  - Épisode pilote Les Pennac : Un air de famille :
    - France : 18 janvier 2022 sur France 3[12]

  - Série :
    - Suisse : 26 janvier 2024 sur RTS 1[13]
    - France : 13 février 2024 sur France 3[11],[14]

## Épisodes

### Épisode piloteLes Pennac(s): Un air de famille
Le capitaine Hannibal Pennac est à la retraite et rêve de se réconcilier avec sa fille Annabelle, également capitaine de police, qui vient d'être mutée à Montpellier. Mais Annabelle est en colère contre son père et ne veut pas lui parler, car il l'a abandonnée quand elle avait 6 ans.
Cependant, un cas mystérieux les obligera à travailler ensemble. Aline Durelle a été récemment retrouvé morte alors qu'elle était portée disparu depuis dix ans et que son mari, Georges Durelle, a été condamné à une peine de 25 ans de prison pour son assassinat. Ce dernier est alors innocenté et libéré de prison. Georges Durelle accuse Hannibal Pennac d'avoir truqué son enquête pour le faire condamner à tort.
- Stéphane Fourreau : le commandant Cobran
- François Loriquet : Georges Durelle
- François-Dominique Blin : maître Morvan
- Carole Bianic : Aline Durelle
- Geneviève Lezy : Pauline Decarre
- Augustin Wilhelm : le Grand
- Alexandra Mercouroff : Cécile Sidron
- Mélissa Broutin : Docteur Mougin
- Aurélien Ferru : Hannibal jeune
- Maïka Radigales : Annabelle jeune
- Élyna Bigou : Annabelle enfant
- Saïd Benchnafa : Lamibe
- Jimmy Pagneux : le curé
- Kévin Lévy : Jordan Passi

Lieux de tournage : Ville de Montpellier, Parc national des Cévennes, Port de commerce de Sète, Corum Opéra Berlioz Montpellier, les communes de Saint-Bauzille-de-Montmel, Fabrègues, Val d'Aigoual, Mas Saint Chély, Balaruc les Bains, Palavas les Flots, Bouzigues, Fraissinet de Poujols, Villeneuve lès Maguelone (Maison d'Arrêt), Saint Jean de Védas, groupe scolaire Françoise Combes, Baillargues, Forêt domaniale de l'Aigoual.

### Première saison (2024)

#### 1.Mort d'une poucave
Un ancien indicateur du capitaine Hannibal Pennac est retrouvé mort sur le toit d'un immeuble de la cité des Aurores à Montpellier. Durant la cérémonie d'enterrement, sa sépulture est profanée et son cercueil marqué de l'inscription « poucave » (balance).
- Sanjay Edward : Tom Pavone
- Cédric Moreau : Gilles Pavone, le mari de Tom
- Mélissa Broutin : l'orthophoniste
- Aïni Iftene : Madame Casta
- Matthieu Albertini : Monsieur Froissard
- Tarik Lebal : Omar Fouassi
- Dominique Ratonnat : Léonard Guerlon
- Anouk Feral : Odile Guerlon

Lieux de tournage : ville de Montpellier, Commune de Sète, Commune d'Aigues-Mortes.

#### 2.Mort d'un innocent
Une petite fille disparaît sur le parking d'un supermarché. La capitaine Annabelle Pennac déclenche le dispositif Alerte-Enlèvement et commence son enquête avec l'aide de son père. Mais une youtubeuse s'empare de cette disparition d'enfant pour faire le buzz sur Internet et provoque indirectement l'assassinat d'un innocent.
- Lara Menini : Stéphanie Leroux, la mère de la petite Émilie
- Victor Pontecorvo : Karl Baumann, le père
- Stéphane Guillemin : Grégory Bodet
- Christian Fabrice : Diego Polak
- Salomé Granelli : Lena Godard
- Paul Barrier : Germain Dewitt
- Sacha Picard : Pascal Lopez
- Enzo Challon : Ahmed Saidi

Lieux de tournage : Ville de Montpellier, Commune de Frontignan, Commune du Grau-du-Roi.

#### 3.Mort au chant du coq
Une conciliatrice sociale est retrouvée morte sur le chantier d'une maison en construction. Les plumes d'un coq sont trouvées sur le corps et les traces du gallinacé mènent les capitaines Pennac aux maisons voisines, où un sérieux conflit de voisinage opposent deux familles, à cause précisément de ce coq.
- Sofiane Belmouden : Saïd Bomard
- Fadila Belkebla : Laïla Bomard
- Léo Lombard : Slimane Bomard
- Yanis Hamidani : Adam Bomard
- Quentin Baillot : Éric Bertin
- Cécile Bouillot : Corinne Bertin
- Emma Couteau : Sophie Bertin
- Claude Djian : Abdel Moufarak / Fatima Meknès

Lieu de tournage : Ville de Montpellier, Commune de Sète.

#### 4.Mort d'un étudiant
Un étudiant en médecine est trouvé mort en pleine nuit au pied d'une grue située à côté d'un local où les étudiants de la fac de médecine faisaient la fête la veille. Le jeune homme porte des vêtements très chics mais l'enquête des capitaines Pennac révèle rapidement que cela n'était qu'illusion et que la victime provenait en fait d'un milieu modeste.
- Jean-Stan Du Pac : Yann
- Valentin Duclaux : Mathieu Poguet
- Pauline Briand : Anaïs Verdon
- Cécile Combredet : Madame de la Troche
- Tom Poignon : Antoine Barbier
- Inès Ouchaaou : Chloé Leconte
- Tim Rousseau : Jean-Baptiste François
- Théo Gerey : Jérôme Louvain
- Stéphane Aubertin : Philippe Poguet
- Bénédicte Vidal: Mélanie Poguet
- Enzo Rose : Jonathan Thiebault
- Patrick Séminor : commissaire Payet

- Lieu de tournage : Ville de Montpellier, Commune de Pérols.

#### 5.Mort d'un chef
Jean-Paul Battesti, dont le restaurant vient d'obtenir sa première étoile, est retrouvé mort dans la cuisine de son établissement, par intoxication au gaz. Avant de mourir, le chef a eu le temps de tracer les lettres « Cqui » dans le cacao en poudre renversé lors de sa chute. L'enquête des capitaines Pennac bute très vite sur deux obstacles. D'un côté, alors que les uns décrivent le chef comme quelqu'un d'absolument odieux, d'autres le décrivent comme une personne très généreuse. Par ailleurs, les lettres tracées par Battesti pointent vers le nom de Christian Queravec, son ancien sous-chef et amant de Mme Battesti, mais Queravec a un alibi et est décrit par tout le monde comme incapable de commettre un meurtre.
- Fabrice Michel : Jean-Paul Battesti
- Charlotte des Georges : Pauline Bettesti
- Quentin Ogier : Christian Queravec, ancien sous-chef de Battesti
- Alexis Baginama : Thomas Durand, ancien commis de cuisine de Battesti
- Didier Brice : Le procureur
- Yeelem Jappain : Julie Perez
- Alexis Baginama : Thomas Durand
- Caroline Chirache : Claire Martinel
- Stéphane Brel : commandant Tristan
- Jean-Pol Brissard : Gaspard Moreau
- Kevin Bourges : colonel pompier

Lieux de tournage : Ville de Montpellier, Communes de Saint-Jean-de-Fos et d'Aniane (Pont du Diable).

#### 6.Mort d'un fantôme
Un squelette est retrouvé dans une voiture au fond d'un lac, avec deux impacts de balle dans la poitrine. Des pièces de 5 francs retrouvées dans l'habitacle du véhicule indiquent que le meurtre a eu lieu avant 2002. Il apparaît très vite qu'il s'agit de Julien Blomet, lieutenant de la brigade criminelle de Montpellier, porté disparu le 1er juin 2001. L'enquête de l'époque a privilégié la thèse du suicide sans jamais la confirmer. Julien Blomet travaillait en binôme avec Hannibal Pennac : la commissaire Sonia Ayed explique à  Annabelle que son père et Julien étaient surnommés les « Inséparables » à l'époque. Annabelle cherche à identifier les dossiers sur lesquels Blomet travaillait en 2001, mais la numérisation des archives n'a commencé qu'en 2007 et il n'y a aucune trace de ces dossiers dans les archives papier. Mais Hannibal et la commissaire Ayed retrouvent copie des dossiers chez la sœur de Julien Blomet.
- Stéphane Brel : commandant Nicolas Tristan
- Loïc Beauché : Julien Blomet
- Agathe Rubinstein : Anne Blomet
- Alain Bouzigues : Laurent Lacombe
- Yassine Douani : Sofiane Setti
- Laura Demangel : Madame Dahon
- Bernard Guillermo : Dahon
- Núria Lloansí : Soledad

Lieux de tournage : Ville de Montpellier, Commune de Villeveyrac.

## Accueil

### Audiences et diffusion

#### En France
En France, la série est diffusée le mardi vers 21 h 10 sur France 3.

##### Épisode pilote
| Titre                          | Diffusion             | Diffusion         | Audience moyenne          | Audience moyenne                       | Audience moyenne         | Audience moyenne | Réf.   |
| Titre                          | Jour                  | Horaire           | Nombre de téléspectateurs | Part de marché (sur les 4 ans et plus) | Part de marché (FRDA-50) | Classement       | Réf.   |
| ------------------------------ | --------------------- | ----------------- | ------------------------- | -------------------------------------- | ------------------------ | ---------------- | ------ |
| Les Pennac : Un air de famille | Mardi 18 janvier 2022 | 21 h 10 - 22 h 45 | 4 090 000                 | 19,1 %                                 | 3,5 %                    | 1er              | [ 15 ] |

##### Saison 1
| Épisode              | Titre                | Diffusion             | Diffusion            | Audience moyenne          | Audience moyenne                       | Audience moyenne         | Audience moyenne | Réf.   |  |
| Épisode              | Titre                | Jour                  | Horaire              | Nombre de téléspectateurs | Part de marché (sur les 4 ans et plus) | Part de marché (FRDA-50) | Classement       | Réf.   |  |
| -------------------- | -------------------- | --------------------- | -------------------- | ------------------------- | -------------------------------------- | ------------------------ | ---------------- | ------ |  |
| 1                    | Mort d'une poucave   | Mardi 13 février 2024 | 21 h 10 - 22 h 05    | 3 650 000                 | 18 %                                   | 2,5 %                    | 2e               | [ 16 ] |  |
| 2                    | Mort d'un innocent   | Mardi 13 février 2024 | 22 h 05 - 22 h 55    | 3 150 000                 | 18,4 %                                 | 2,5 %                    | 1er              | [ 16 ] |  |
| 3                    | Mort au chant du coq | Mardi 20 février 2024 | 21 h 10 - 22 h 00    | 3 470 000                 | 16,7 %                                 | 2,1 %                    | 2e               | [ 17 ] |  |
| 4                    | Mort d'un étudiant   | Mardi 20 février 2024 | 22 h 00 - 22 h 55    | 2 990 000                 | 16,6 %                                 | 2,1 %                    | 2e               | [ 17 ] |  |
| 5                    | Mort d'un chef       | Mardi 27 février 2024 | 21 h 10 - 22 h 00    | 3 650 000                 | 17,3 %                                 | 1,2 %                    | 2e               | [ 18 ] |  |
| 6                    | Mort d'un fantôme    | Mardi 27 février 2024 | 22 h 00 - 22 h 50    | 3 290 000                 | 17,6 %                                 | 1,2 %                    | 2e               | [ 18 ] |  |
|                      |                      |                       |                      |                           |                                        |                          |                  |        |  |
| Moyenne de la saison | Moyenne de la saison | Moyenne de la saison  | Moyenne de la saison | 3 370 000                 | 17,4 %                                 | 1,9 %                    |                  | [ 19 ] |  |

- Les plus hauts chiffres d'audience
- Les plus bas chiffres d'audience

### Accueil critique
Pour Lucie Reeb, du site Allociné, « Si Les Pennac(s) reste une fiction policière classique dans sa construction, la série gagne en originalité grâce aux deux protagonistes, qui partagent une relation complexe et touchante, qui nous donne envie d'en voir plus. La complicité indéniable entre Julie-Anne Roth et son père Christian Rauth apporte une dimension toute particulière aux intrigues, ce qui permet à la série de se démarquer des autres programmes du genre. Les petites touches d'humour, ainsi que la personnalité farfelue des deux personnages principaux en font une série policière très agréable à suivre ».